# 1294년

## 연호
- 원(元) 지원(至元) 31년
- 일본(日本) 에이닌(永仁) 2년
- 쩐 왕조(陳朝) 흥롱(興隆) 2년

## 기년
- 원(元) 세조(世祖) 35년
- 고려(高麗) 충렬왕(忠烈王) 20년
- 쩐 왕조(陳朝) 영종(英宗) 2년

## 사건
- 12월 24일 - 교황 보니파시오 8세 즉위

## 탄생
- 고려 27대 국왕 충숙왕
- 프랑스의 샤를 4세

## 사망
- 2월 18일-원나라 초대 황제 원 세조 쿠빌라이